# 23564 Ungaretti
23564 Ungaretti este un asteroid din centura principală de asteroizi.

## Descriere
23564 Ungaretti este un asteroid din centura principală de asteroizi. A fost descoperit pe 6 noiembrie 1994 la Colleverde de Vincenzo Silvano Casulli. Asteroidul prezintă o orbită caracterizată de o semiaxă mare de 2,99 ua, o excentricitate de 0,07 și o înclinație de 3,5° în raport cu ecliptica.